# Саксонская кухня

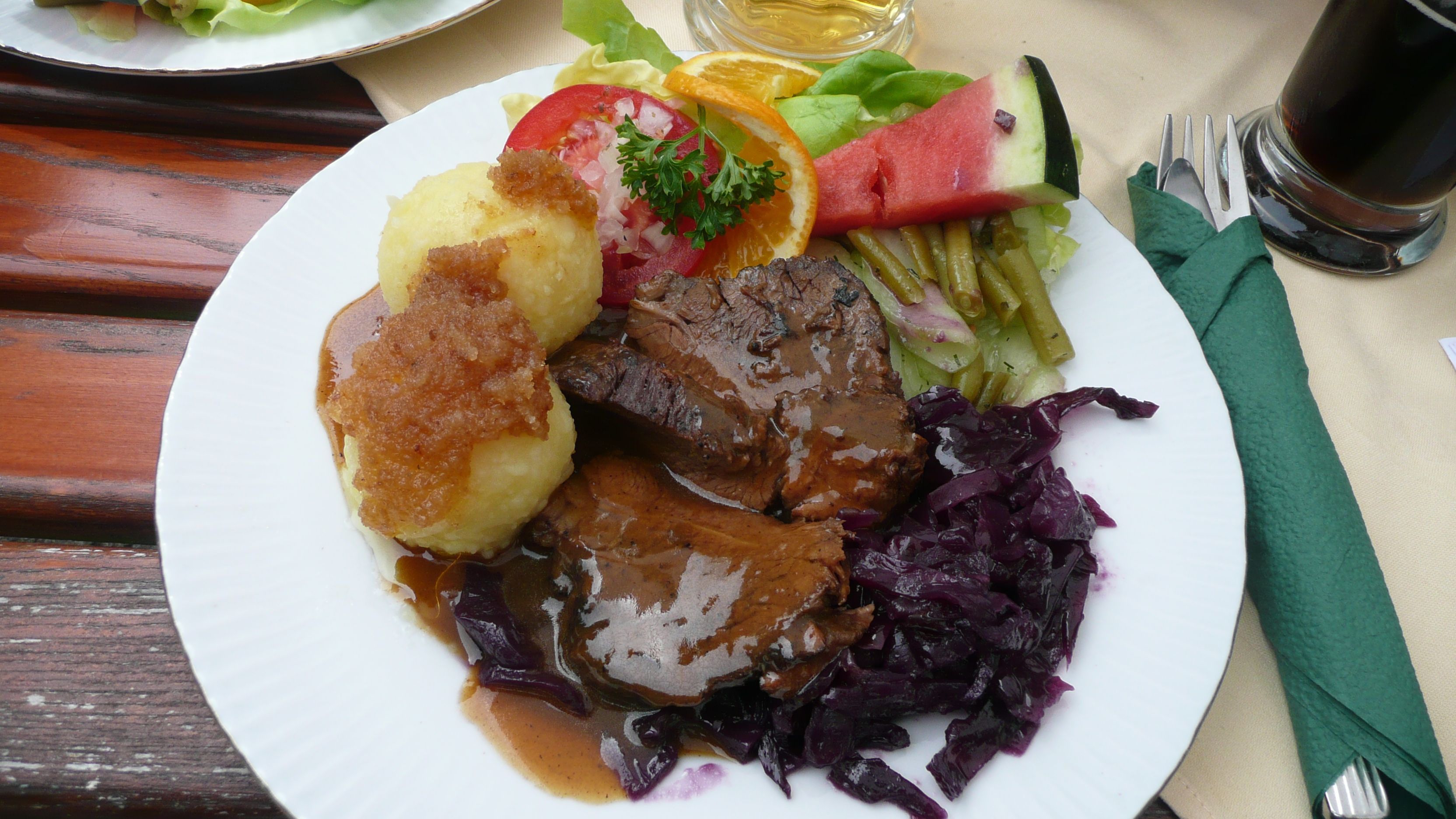
Саксонский зауэрбратен

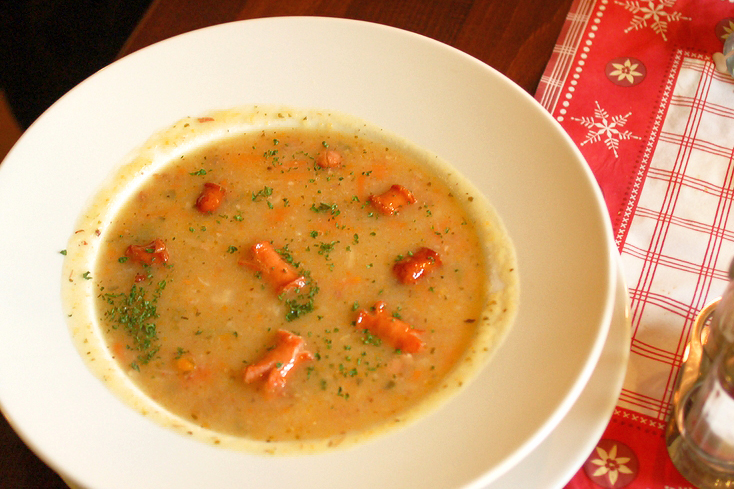
Саксонский картофельный суп с сосисками

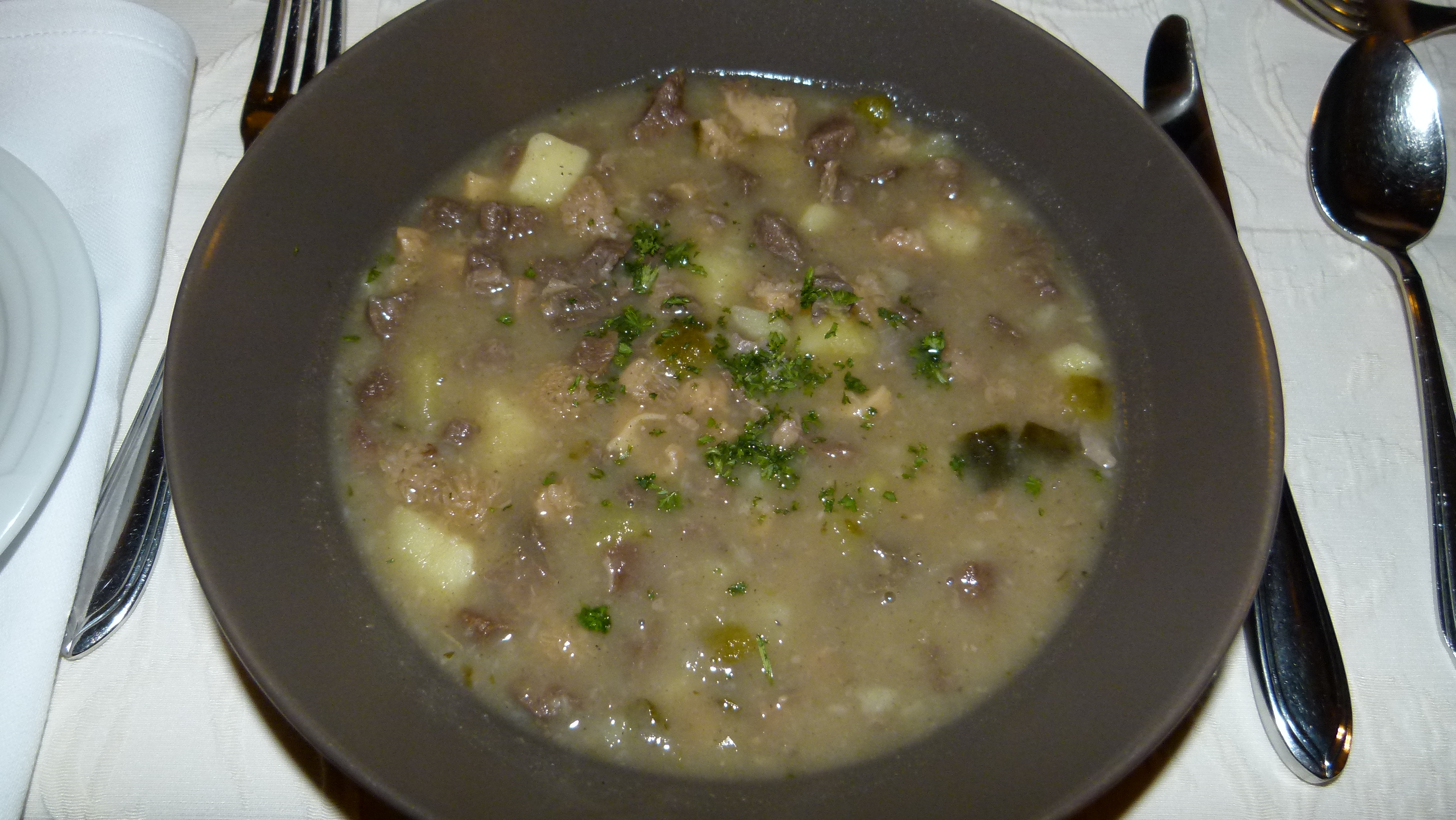
Саксонский суп из рубца

Саксонская кухня (нем. sächsische Küche) включает в себя региональные кулинарные традиции земли Саксония.
Сложно говорить о единой саксонской кухне так же, как и о единой немецкой. Скорее, это сочетание региональных кулинарных традиций отдельных регионов или ландшафтов Саксонии, таких как Фогтланд, чья кухня характеризуется большим влиянием Тюрингии и Франконии, Рудных гор или Верхней Лужицы. Но даже в Рудных горах есть отличия, например, если говорить только о так называемом Neunerlei, типичном рождественском меню. Даже от села к селу, от семьи к семье, существуют различия в приготовлении и употреблении блюд.
В целом кухня очень сытная и имеет много особенностей Средней Германии, таких как большое разнообразие соусов, которые сопровождают основное блюдо, и мода подавать Klöße/ Knödel в качестве гарнира вместо картофеля, макарон или риса. Также в саксонской кухне используется много пресноводной рыбы, особенно карпа и форели, как и во всей Восточной Европе.
Богатая история региона влияла и до сих пор влияет на кухню. В цветущих и растущих городах Дрездене и Лейпциге ценится экстравагантный стиль кухни, примером которого являются крабы в качестве ингредиента в Лейпцигской всячине. В других регионах, где люди должны были очень много работать, чтобы получить какой-то урожай, и были очень бедны, как, например, в Эрцгебирге, крестьянские блюда играют важную роль, и это такие известные блюда, как, картофель с творогом, картофельный суп или картофель с хлебом и льняным маслом. В регионе Фогтланд также было много крестьян, но они были богаче, и поэтому в этом регионе воскресное жаркое является традицией, которую соблюдают и по сей день.

## Пиво в Саксонии
По всей Саксонии существуют пивоваренные традиции и традиционное пиво. Здесь варят многие известные сорта, такие как Freiberger, Radeberger и Wernesgrüner, которые особенно во времена ГДР часто экспортировались.

## Десерты и сладости
Выпечка и кондитерские изделия в кухне Саксонии известны своим разнообразием и уникальностью. Немецкая традиция Kaffee und Kuchen (букв. кофе и пирожные), Gaffee un Guchn на саксонском диалекте, берёт свое начало в Саксонии, и саксы были первыми, кто подавал пирожные с кофе. Это отличие можно увидеть в выражениях Kaffeesachse и Kaffeetante (которые передают идею о том, что «тётушки» (Tanten) или старушки собираются, чтобы посплетничать за чашкой кофе). Этому обычаю, который показывает культурные связи с кухней Австрии и Богемии, в Саксонии следуют и сегодня. Ни в одном другом регионе Германии нет такой яркой и богатой культуры кафе, как в Саксонии. Это можно увидеть во многих старинных, грандиозных кофейнях в Лейпциге, где было открыто первое немецкое кафе, а также в Дрездене.

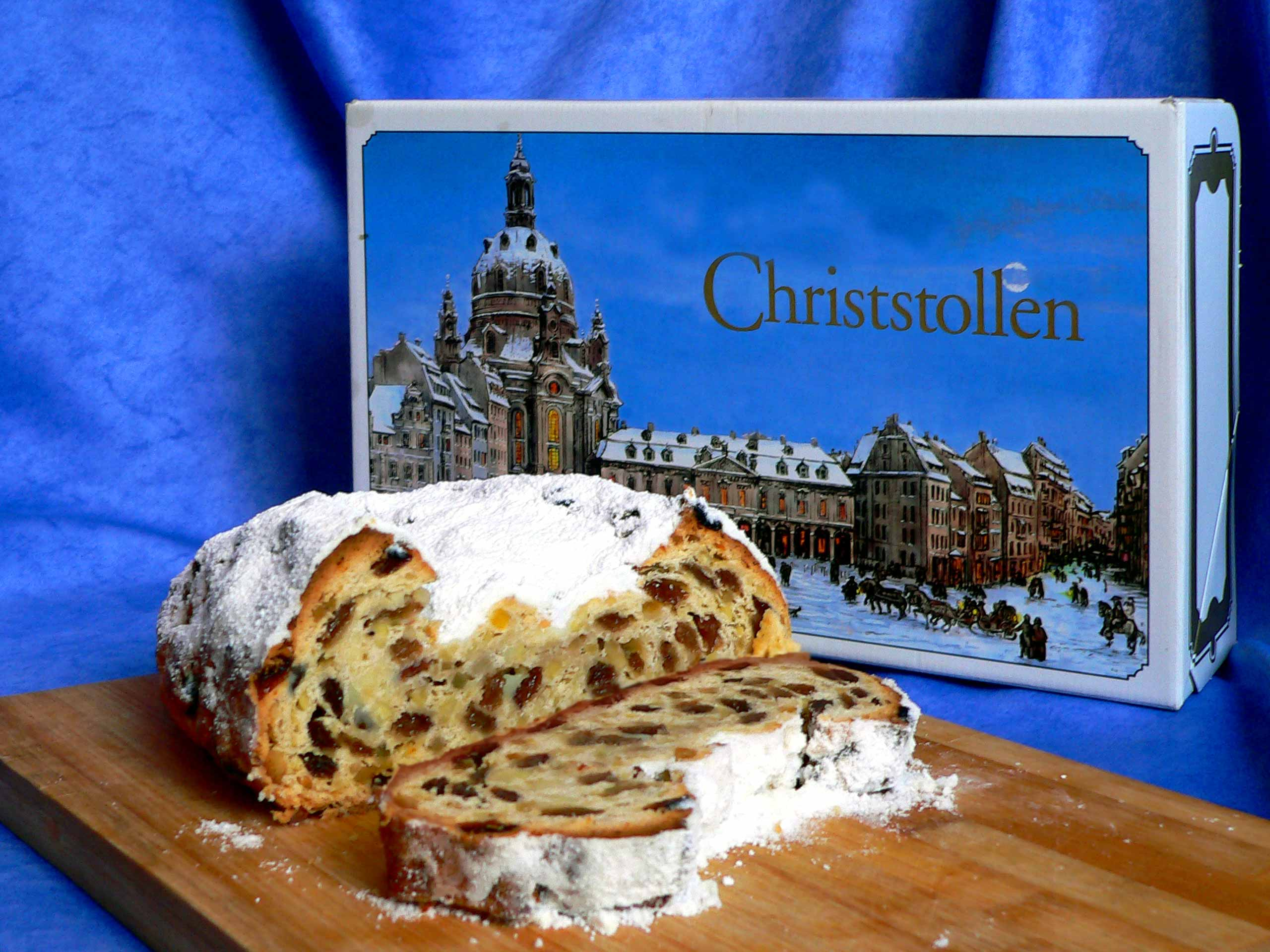
Дрезденский штоллен
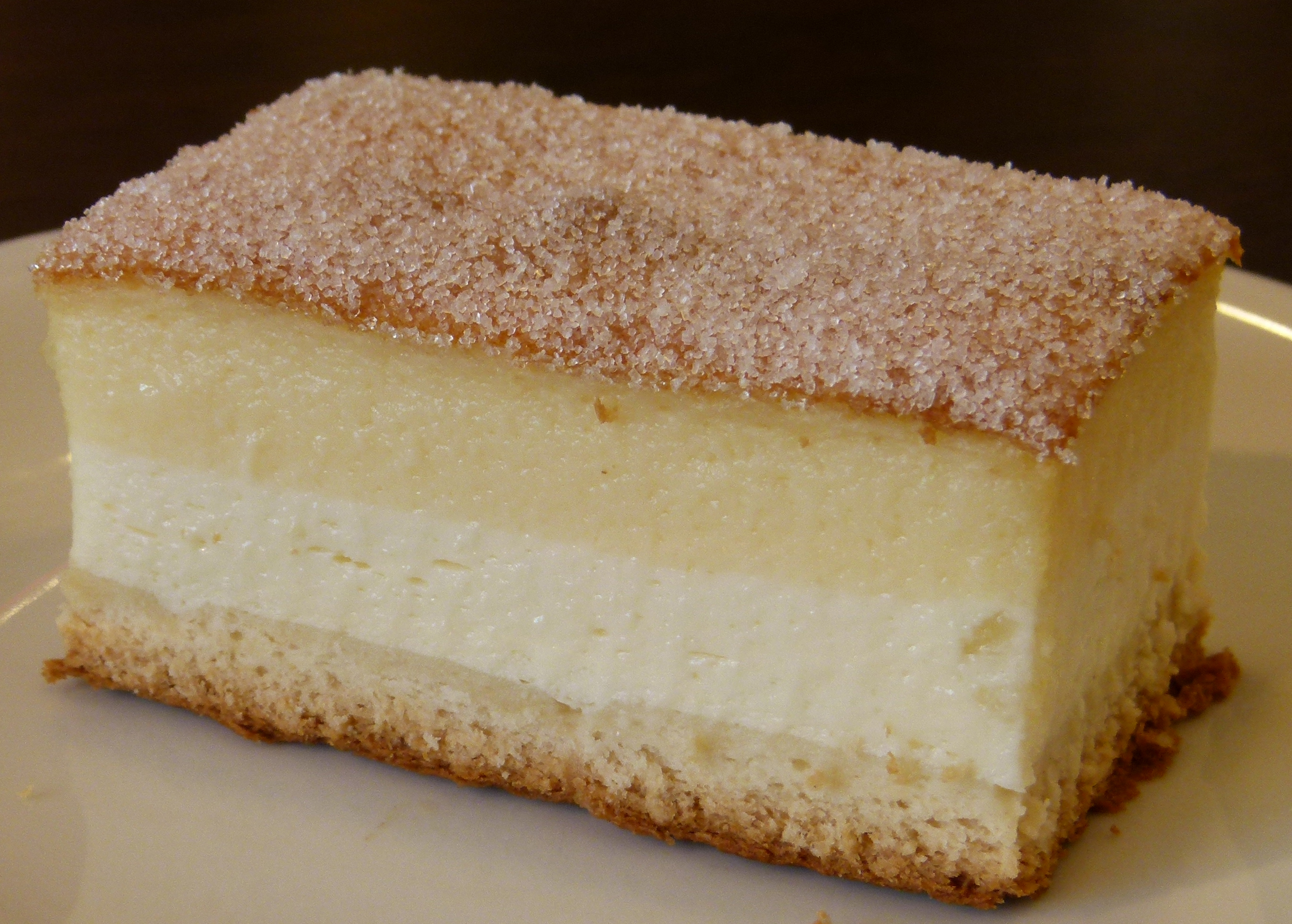
Дрезденский Айершекке
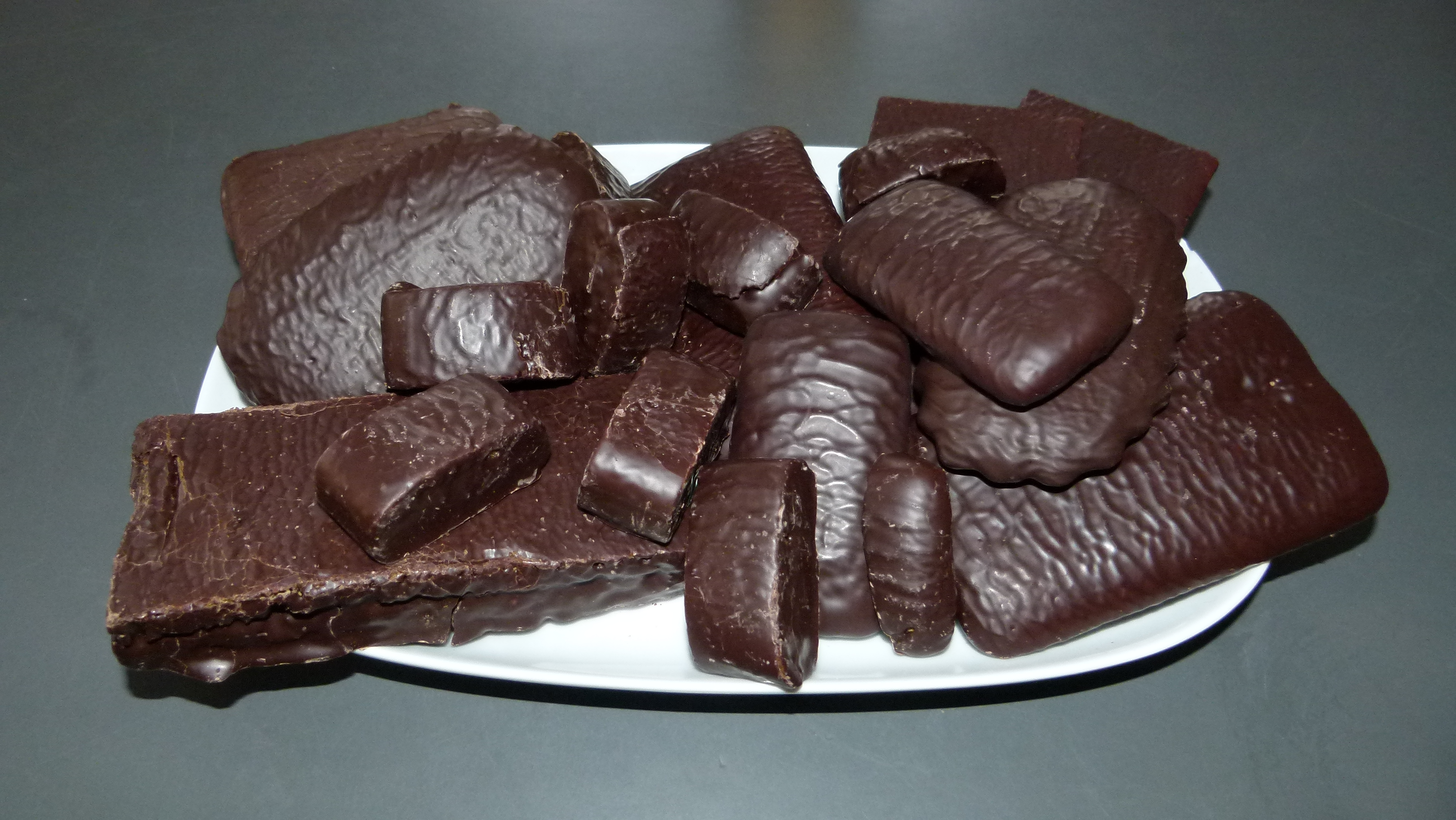
Пульсницкий пряник

## Известные блюда
- айершекке
- блинсен (разновидность блинов)
- саксонские творожники
- Кличер (разновидность картофельных оладей)
- холодная собака
- лейпцигская всячина
- суп из рубца
- Викельклосс
- дрезденский штоллен
- пульсницкие пряники
- саксонский зауэрбратен